# Brandscheid (Westerwald)
Brandscheid ist eine Ortsgemeinde im Westerwaldkreis in Rheinland-Pfalz. Sie gehört der Verbandsgemeinde Westerburg an.

## Geographische Lage
Brandscheid liegt an einem Berghang des ausgedehnten Waldgebietes fünf Kilometer westlich von Westerburg.
Zu Brandscheid gehört auch der Wohnplatz Mühlenbach.

## Geschichte
Der Ort wurde im Jahr 1334 erstmals urkundlich erwähnt. Der Name stand dabei für ein Forstgut und deutet möglicherweise auf einen älteren Reichswald hin.
In der Nähe des Orts befand sich Beuningen, das 1325 erstmals erwähnt wurde und vor 1525 wüst fiel. Seine Gemarkung fiel zum größeren Teil an Brandscheid und zum kleineren an Meiningen, das heute selbst in Kaden aufgegangen ist.

## Bevölkerungsentwicklung
Die Entwicklung der Einwohnerzahl der Gemeinde Brandscheid, die Werte von 1871 bis 1987 beruhen auf Volkszählungen:
| Jahr | Einwohner |
| ---- | --------- |
| 1815 | 144       |
| 1835 | 175       |
| 1871 | 173       |
| 1905 | 189       |
| 1939 | 218       |
| 1950 | 212       |
| 1961 | 262       |

| Jahr | Einwohner |
| ---- | --------- |
| 1970 | 349       |
| 1987 | 406       |
| 1997 | 490       |
| 2005 | 522       |
| 2011 | 485       |
| 2017 | 488       |
| 2023 | 480       |

## Politik

### Bürgermeister
Erhard Meutsch wurde am 16. Juli 2004 Ortsbürgermeister von Brandscheid. Bei der Direktwahl am 26. Mai 2019 wurde er mit einem Stimmenanteil von 83,13 % für weitere fünf Jahre in seinem Amt bestätigt. Bei der Direktwahl am 9. Juni 2024 wurde er ohne Gegenkandidaten mit 78,7 % der Stimmen erneut wiedergewählt. Er wurde im Juni 2024 wiedergewählt.
Vorgänger von Erhard Meutsch als Ortsbürgermeister war Helmut Schäfer.

### Wappen
| Wappen von Brandscheid | Blasonierung: „Schräglinks geteilt von Rot und Gold durch einen spitz zulaufenden, von Gold und Blau geteilten Wellenbalken, oben ein wachsender silberner Löwe, in den Pranken ein goldenes Mühleisen, unten wachsend ein schräger Eichentrieb mit drei Blättern und zwischengesetzten, verbundenen Eicheln.“ |
| Wappen von Brandscheid | |

## Verkehr
- Nordwestlich der Gemeinde verläuft die B 255 die von Montabaur nach Herborn führt.
- Die nächste Autobahnanschlussstelle ist Montabaur an der A 3.
- Der nächstgelegene ICE-Halt ist der Bahnhof Montabaur an der Schnellfahrstrecke Köln–Rhein/Main.

## Kulturdenkmäler
Siehe Liste der Kulturdenkmäler in Brandscheid